# 伊克斯皮兒莉
伊克斯皮兒莉（日語：イクスピアリ）是位於日本千葉縣浦安市舞濱的東京迪士尼度假區內的購物商場。於2000年7月7日開幕。雖然是東京迪士尼度假區內的正式設施，但與迪士尼正式授權的美國「迪士尼市中心特區」、巴黎「迪士尼鄉村小鎮」不同，本商場並非迪士尼品牌商場，而是由經營東京迪士尼度假區的Oriental Land集團旗下「株式會社IKSPIARI」獨自企劃、營運的購物商場。

## 概要
初期計畫時，迪士尼公司希望建立一座如同美國「迪士尼市中心特區」、「迪士尼之泉」、巴黎「迪士尼鄉村小鎮」一般的迪士尼品牌商場，但Oriental Land最終決定不使用迪士尼品牌。因此，伊克斯皮兒莉內原則上沒有迪士尼角色登場，從業員也禁止使用迪士尼角色商品及佩戴迪士尼角色飾品。但「迪士尼商店」東京迪士尼度假區店、伊克斯皮兒莉電影院的相關人員及相關活動則不在此限。
伊克斯皮兒莉的英文「IKSPIARI」是源於英文中的「體驗」（experience），再加上於波斯神話中登場的善良妖精「Peri」合成的單字。此外也有一說是源於迪士尼電影《歡樂滿人間》中的歌曲「Supercalifragilisticexpialidocious」曲名「expiali」部分的日文發音。
雖然是「非迪士尼區域」，但也屬於東京迪士尼度假區正式設施。在伊克斯皮兒莉的商標下也有記載「AT TOKYO DISNEY RESORT」的字樣。毎年1月1日深夜0點，會販賣號稱「日本最早」的福袋。

## 主題區域
商場內共有9個不同的主題區域：
- The Courtyard、Garden Site（1樓）
- Traders Passage、Museum Lane、Trail & Track、B'Way（2樓）
- Gracious Square（3樓）
- Chef's Row（4樓）

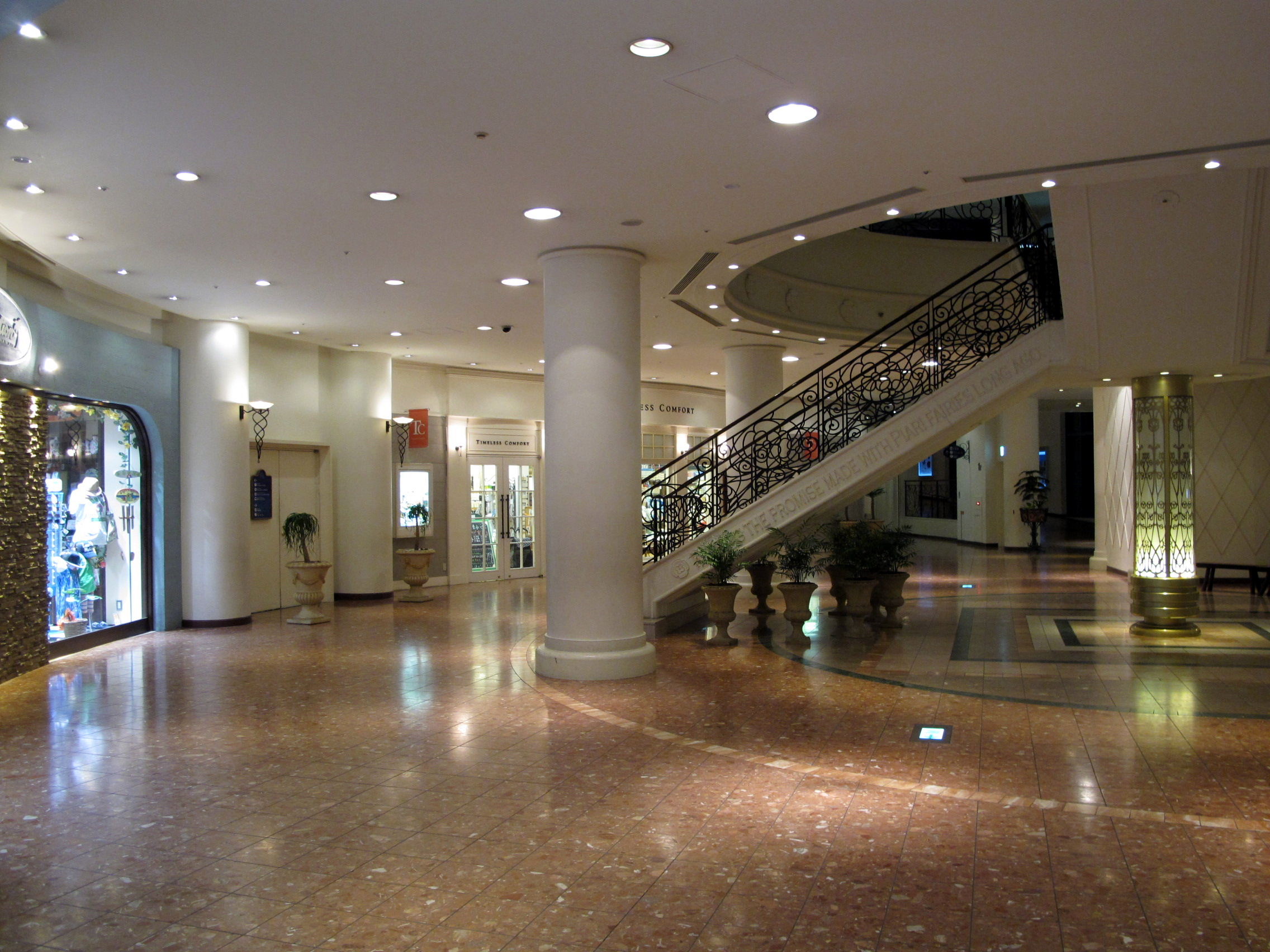
1樓商店
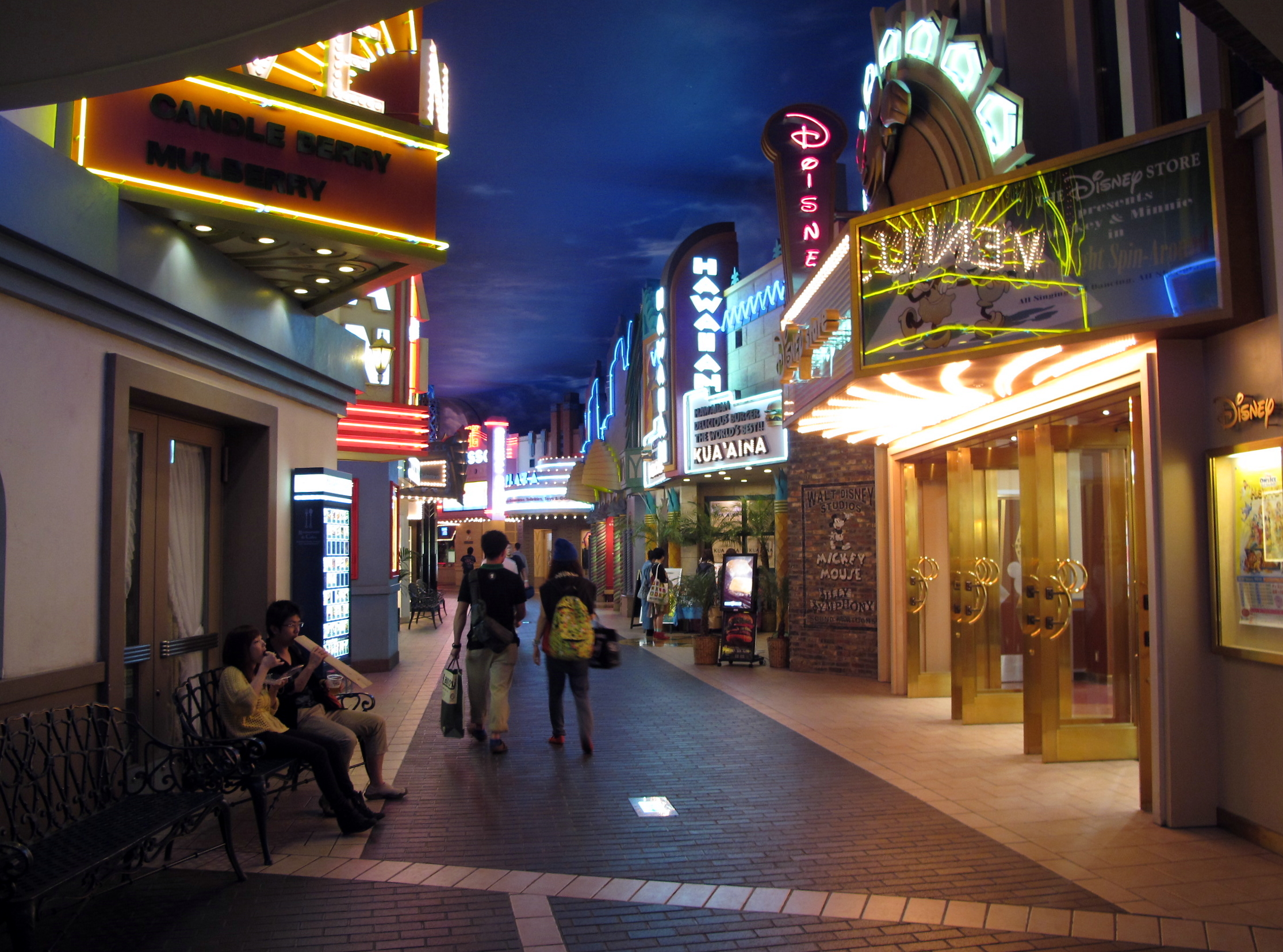
2樓商店
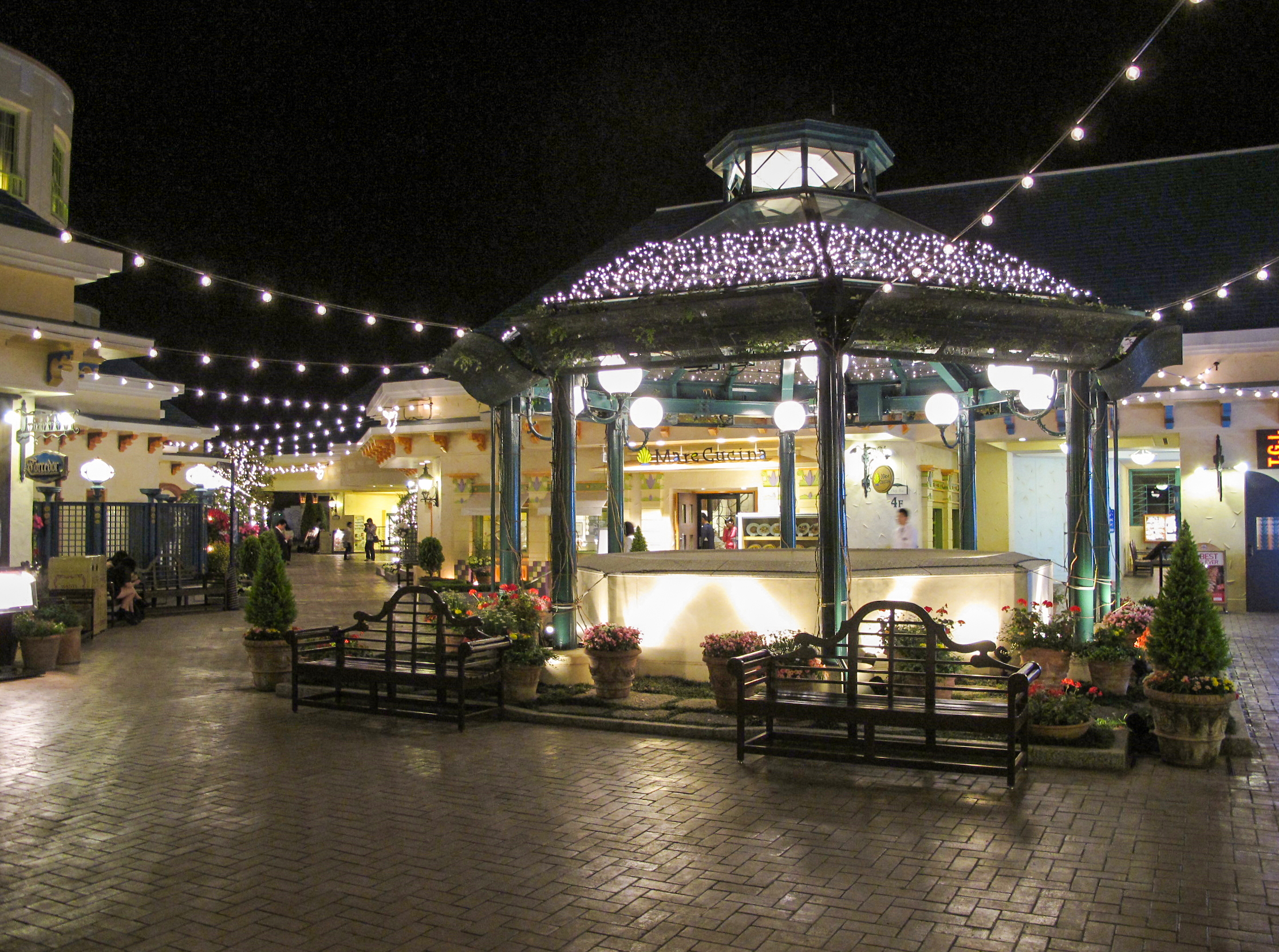
3樓Gracious Square
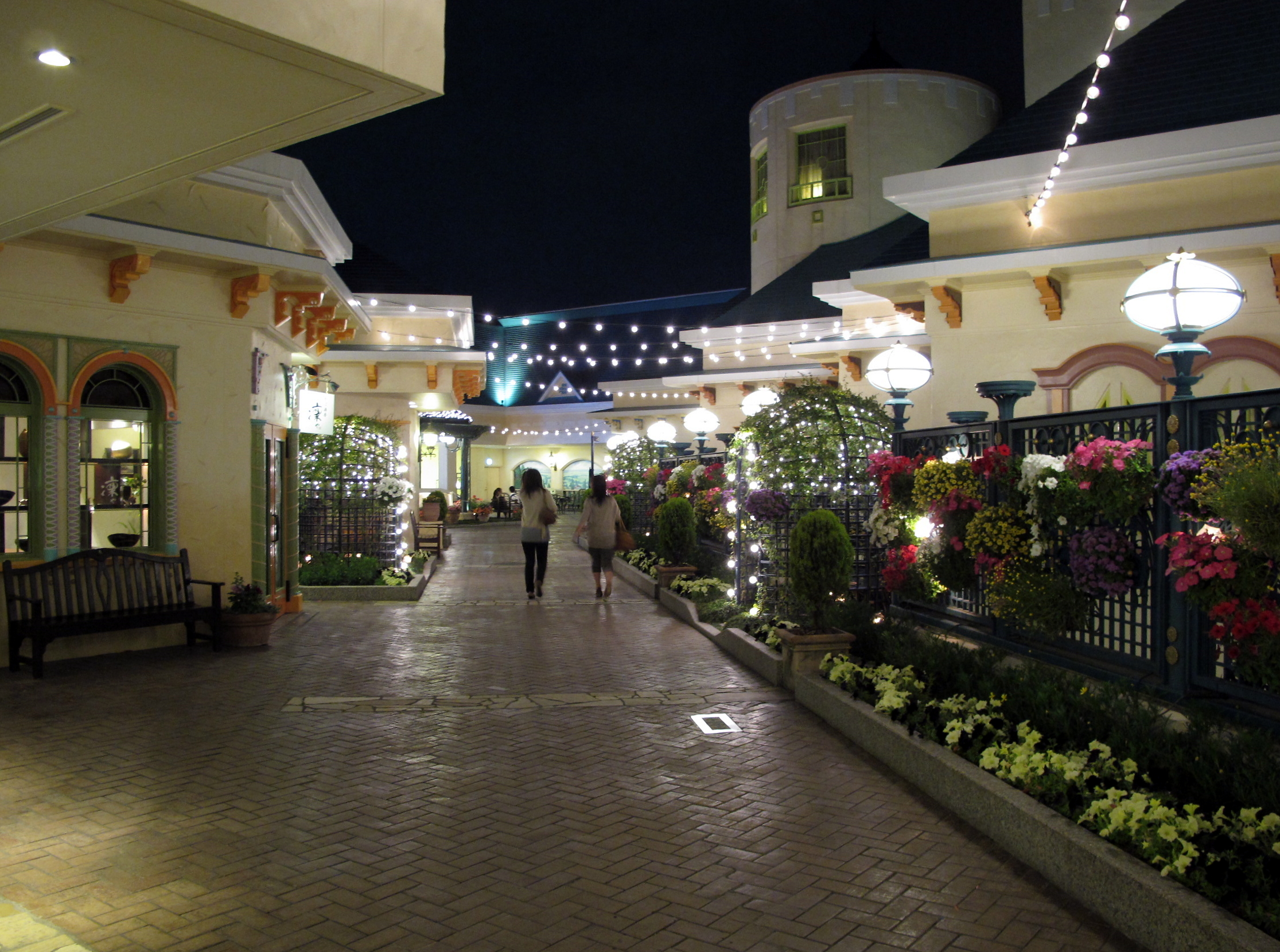
4樓Chef's Row 餐廳

## 外部連結
- 伊克斯皮兒莉日文官方網站 （页面存档备份，存于）
- 伊克斯皮兒莉繁體中文官方網站 （页面存档备份，存于）